# Evrenozovo, Burgas
Evrenozovo (în bulgară Евренозово) este un sat în comuna Malko Tărnovo, regiunea Burgas,  Bulgaria. 

## Demografie
Componența etnică a satului Evrenozovo
     Bulgari (36,95%)
     Nicio identificare (63,04%)
     Altele (0%)
La recensământul din 2011, populația satului Evrenozovo era de 46 locuitori. Nu există o etnie majoritară, locuitorii fiind  și bulgari (36,95%). Pentru 63,04% din locuitori nu este cunoscută apartenența etnică.